# Доплерография

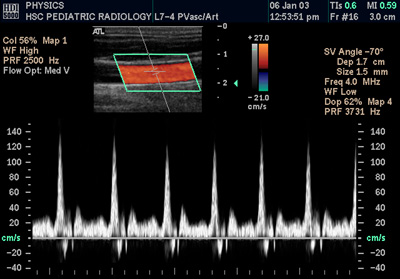
Спектральная доплерография общей каротидной артерии

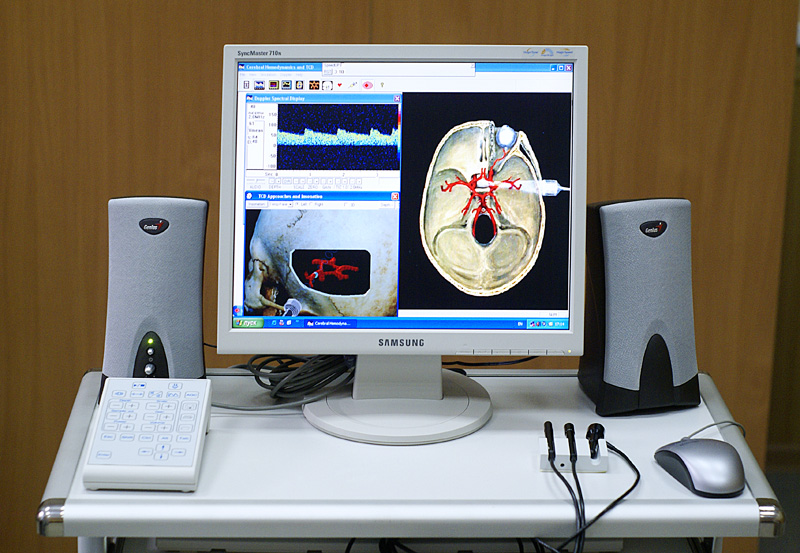
Увеличенный компьютером Транскраниальный доплер

Доплерографи́я — методика ультразвукового исследования, основанная на использовании эффекта Доплера. Сущность эффекта состоит в том, что от движущихся предметов ультразвуковые волны отражаются с изменённой частотой. Этот сдвиг частоты пропорционален скорости движения исследуемых структур — если движение направлено в сторону датчика, то частота увеличивается, если от датчика — уменьшается.

## Потоковая спектральная доплерография (ПСД)

### Непрерывная (постоянноволновая) ПСД
Основана на постоянном излучении и постоянном приёме отражённых ультразвуковых волн. При этом величина сдвига частоты отражённого сигнала определяется движением всех структур на пути ультразвукового луча в пределах глубины его проникновения.
- Недостаток: невозможность изолированного анализа потоков в строго определённом месте.
- Достоинства: допускает измерение больших скоростей потоков крови.

### Импульсная ПСД

## Энергетическая доплерография (ЭД)
При этом методе в цвете кодируется не средняя величина доплеровского сдвига, как при обычном доплеровском картировании, а интеграл амплитуд  всех эхосигналов доплеровского спектра. Это даёт возможность получать изображение кровеносного сосуда на значительно большем протяжении, показывать сосуды даже очень небольшого диаметра (ультразвуковая ангиография). На ангиограммах, полученных с помощью энергетического доплера, отражается не скорость движения эритроцитов, как при обычном цветовом картировании, а плотность эритроцитов в заданном объёме. Благодаря своим диагностическим возможностям, ультразвуковая ангиография методом энергетического доплера в ряде случаев может заменить более инвазивную рентгеновскую ангиографию.

## Комбинированные варианты
- ЦДК+ЭД — конвергентная цветовая доплерография.
- B-режим УЗИ + ПСД (или ЭД) — дуплексное исследование.

## Трёхмерное доплеровское картирование и трёхмерная ЭД
Методики, дающие возможность наблюдать объёмную картину пространственного расположения кровеносных сосудов в режиме реального времени в любом ракурсе, что позволяет с высокой точностью оценивать их соотношение с различными анатомическими структурами и патологическими процессами, в том числе со злокачественными опухолями.